# You Rock My World
"You Rock My World" là một bài hát của nghệ sĩ thu âm người Mỹ Michael Jackson nằm trong album phòng thu thứ mười của ông, Invincible (2001). Nó được phát hành như là đĩa đơn đầu tiên trích từ album vào ngày 22 tháng 8 năm 2001 bởi Epic Records. Được sản xuất bởi Jackson và Rodney "Darkchild" Jerkins và viết lời bởi Jackson, Jerkins, Fred Jerkins III, LaShawn Daniels và Nora Payne, đây là một bản disco-pop với những ảnh hưởng của những bài hát từ những album phòng thu trước mà Jackson hợp tác với nhà sản xuất Quincy Jones. Nội dung bài hát liên quan đến những mối quan hệ tình cảm và làm thế nào để giành được tình cảm của một người phụ nữ.
Sau khi phát hành, "You Rock My World" nhận được những đánh giá trái chiều từ các nhà phê bình âm nhạc, trong đó họ bình luận rằng Jackson có thể làm tốt hơn cho bản thu âm và đó không phải là điều tốt nhất mà ông có thể làm, trong khi số khác khen ngợi chất giọng của Jackson trong bài hát. Nó đã gặt hái nhiều thành công về mặt thương mại trên toàn thế giới và đạt vị trí thứ mười trên bảng xếp hạng Billboard Hot 100, trở thành bản hit top 10 đầu tiên của Jackson tại Hoa Kỳ sau sáu năm, và là cuối cùng của ông tại đây cho tới khi "Love Never Felt So Good" (một bản song ca với Justin Timberlake) đạt vị trí thứ chín vào năm 2014. Bài hát đã có thể thành công hơn nếu không xảy ra những mâu thuẫn giữa Jackson và hãng đĩa, vì thế nó đã không được phát hành thương mại tại Hoa Kỳ mà chỉ có thể phát hành trên sóng phát thanh. "You Rock My World" đã đứng đầu bảng xếp hạng ở Pháp trong ba tuần liên tiếp, cũng như lọt vào top 10 trên các bảng xếp hạng ở Úc, Áo, Canada, Đan Mạch, Phần Lan, Ý, Ireland, Thụy Điển, Thụy Sĩ và Vương quốc Anh.
Để quảng bá cho bài hát, một video ca nhạc dài 13.5 phút đã được phát hành. Video được đạo diễn bởi Paul Hunter với sự tham gia diễn xuất của Chris Tucker và Marlon Brando. Trong video, Jackson và Tucker đóng vai những người đàn ông đang cố gắng đạt được tình cảm của một người phụ nữ. Ngay sau khi phát hành, nó đã được so sánh với nhiều video trước của Jackson, như "Smooth Criminal" và "The Way You Make Me Feel", và nhận được những phản ứng trái chiều từ giới phê bình. Bài hát chỉ được Jackson trình diễn hai lần; tại Madison Square Garden ở thành phố New York trong 2 buổi hòa nhạc vào tháng 9 năm 2001 để kỷ niệm 30 năm sự nghiệp hát đơn của ông, và sau này được phát sóng trên CBS trong chương trình truyền hình đặc biệt kéo dài hai giờ, Michael Jackson: 30th Anniversary Special. Bài hát được dự định sẽ xuất hiện trong danh sách trình diễn của loạt buổi hòa nhạc đánh dấu sự trở lại của nam ca sĩ This Is It, nhưng cuối cùng đã bị hủy bỏ sau sự ra đi đột ngột của ông. Nó nhận được một đề cử giải Grammy ở hạng mục Trình diễn giọng pop nam xuất sắc nhất tại lễ trao giải thường niên lần thứ 44. Tính đến nay, "You Rock My World" đã bán được sáu triệu bản trên toàn thế giới.

## Danh sách bài hát
| Đĩa đơn CD 1. "You Rock My World" – 5:39 2. "You Rock My World" (radio chỉnh sửa) – 4:25 3. "You Rock My World" (không lời) – 5:07 4. "You Rock My World" (a cappella) – 4:47 Đĩa đơn cassette tại châu Âu và Úc 1. Giới thiệu – 0:32 2. "You Rock My World" – 5:39 3. "You Rock My World" (album chỉnh sửa) – 5:07 4. "You Rock My World" (không lời) – 5:07 5. "You Rock My World" (a cappella) – 5:01 Đĩa CD quảng bá 1. Giới thiệu – 0:32 2. "You Rock My World" – 5:39 3. "You Rock My World" (radio chỉnh sửa) – 4:25 4. "You Rock My World" (album chỉnh sửa) – 5:07 5. "You Rock My World" (a cappella) – 5:01 | Đĩa 12" #1 1. Giới thiệu – 0:32 2. "You Rock My World" (album chỉnh sửa) – 5:07 3. "You Rock My World" (không lời) – 5:07 4. "You Rock My World" (a cappella) – 5:01 Đĩa 12" #2 1. "You Rock My World" – 3:45 Đĩa CD quảng bá tại Nhật 1. Giới thiệu – 0:32 2. "You Rock My World" (album chỉnh sửa) – 5:07 Đĩa VHS quảng bá 1. "You Rock My World" [video ca nhạc (bản ngắn)] - 10:26 2. "You Rock My World" [video ca nhạc (bản mở rộng)] - 13:44 |

## Xếp hạng
| Bảng xếp hạng (2001)                     | Vị trí cao nhất |
| ---------------------------------------- | --------------- |
| Úc (ARIA)                                | 4               |
| Áo (Ö3 Austria Top 40)                   | 9               |
| Bỉ (Ultratop 50 Flanders)                | 4               |
| Bỉ (Ultratop 50 Wallonia)                | 2               |
| Canada (Canadian Singles Chart)          | 2               |
| Đan Mạch (Tracklisten)                   | 2               |
| Châu Âu (European Hot 100 Singles)       | 2               |
| Phần Lan (Suomen virallinen lista)       | 2               |
| Pháp (SNEP)                              | 1               |
| Đức (Official German Charts)             | 6               |
| Ireland (IRMA)                           | 4               |
| Ý (FIMI)                                 | 3               |
| Hà Lan (Dutch Top 40)                    | 3               |
| Hà Lan (Single Top 100)                  | 2               |
| New Zealand (Recorded Music NZ)          | 13              |
| Na Uy (VG-lista)                         | 2               |
| Ba Lan (Polish Singles Chart)            | 1               |
| Bồ Đào Nha (AFP)                         | 1               |
| Romania (Romanian Top 100)               | 1               |
| Tây Ban Nha (PROMUSICAE)                 | 1               |
| Thụy Điển (Sverigetopplistan)            | 5               |
| Thụy Sĩ (Schweizer Hitparade)            | 5               |
| Anh Quốc (OCC)                           | 2               |
| Hoa Kỳ Billboard Hot 100                 | 10              |
| Hoa Kỳ Adult Contemporary (Billboard)    | 7               |
| Hoa Kỳ Hot R&B/Hip-Hop Songs (Billboard) | 3               |
| Hoa Kỳ Pop Airplay (Billboard)           | 6               |
| Hoa Kỳ Rhythmic (Billboard)              | 7               |

| Bảng xếp hạng (2001)                 | Vị trí |
| ------------------------------------ | ------ |
| Belgium (Ultratop 50 Flanders)       | 84     |
| Belgium (Ultratop 50 Wallonia)       | 29     |
| Europe (European Hot 100 Singles)    | 25     |
| Finland (Suomen virallinen lista)    | 72     |
| France (SNEP)                        | 18     |
| Italy (FIMI)                         | 44     |
| Japan (Tokyo Hot 100)                | 8      |
| Netherlands (Dutch Top 40)           | 96     |
| Netherlands (Single Top 100)         | 64     |
| Norway Autumn Period (VG-lista)      | 11     |
| Romania (Romanian Top 100)           | 16     |
| Sweden (Sverigetopplistan)           | 77     |
| Switzerland (Schweizer Hitparade)    | 49     |
| UK Singles (Official Charts Company) | 57     |
| US Hot R&B/Hip-Hop Songs (Billboard) | 80     |

## Chứng nhận
| Quốc gia                                                                           | Chứng nhận | Số đơn vị/doanh số chứng nhận |
| ---------------------------------------------------------------------------------- | ---------- | ----------------------------- |
| Úc (ARIA)                                                                          | Vàng       | 35.000^                       |
| Bỉ (BEA)                                                                           | Vàng       | 25.000*                       |
| Đan Mạch (IFPI Đan Mạch)                                                           | Bạch kim   | 30.000^                       |
| Pháp (SNEP)                                                                        | Vàng       | 250.000*                      |
| Na Uy (IFPI)                                                                       | Vàng       | 5.000*                        |
| Nam Phi (RiSA)                                                                     | Bạch kim   | 50,000^                       |
| Anh Quốc (BPI)                                                                     | Bạc        | 200.000^                      |
| * Chứng nhận dựa theo doanh số tiêu thụ. ^ Chứng nhận dựa theo doanh số nhập hàng. |            |                               |